# Sindrome di Cohen
La sindrome di Cohen (nota anche come sindrome di Pepper o sindrome Cervenka, dal nome di Michael Cohen, William Pepper e Jaroslav Cervenka, che hanno studiato la malattia) è una malattia genetica.

## Genetica
Questa sindrome sarebbe correlata alla mutazione di un gene del cromosoma 8. La sindrome di Cohen ha diverse caratteristiche come obesità, ritardo mentale e dismorfismi craniofacciali. Ha una trasmissione autosomica recessiva con espressione variabile. Vi è qualche evidenza che questa sindrome abbia la stessa causa genetica della sindrome di Mirhosseini-Holmes-Walton.

## Clinica
La sindrome di Cohen viene diagnosticata con un esame clinico, ma spesso reso difficile a causa di variazioni nell'espressione.
Complicanze oculari, anche se rare, sono presenti come l'atrofia ottica, la microftalmia, la corioretinite, l'emeralopia (diminuzione della vista in piena luce), la miopia, lo strabismo, il nistagmo patologico, alterazioni della retina e il coloboma.
L'aspetto generale è caratterizzato dall'obesità con braccia sottili e gambe allungate, micrognazia e il palato alto sono comuni. Variabile il ritardo mentale con occasionale sordità.